# Joachim Rother
Joachim „Poncho“ Rother (* 5. März 1948 in Chemnitz; † 12. September 2021) war ein deutscher Schwimmer, der für die Deutsche Demokratische Republik antrat. Er gewann bei Europameisterschaften eine Bronzemedaille. Später war er als Trainer erfolgreich.

## Karriere
Joachim Rother schwamm für den SC Karl-Marx-Stadt. Bei DDR-Meisterschaften siegte er 1967 über 100 Meter Rücken. 1965 und 1967 gewann er über 200 Meter Rücken. 1966 war er über 200 Meter Zweiter hinter Roland Kunze, 1968 hinter Roland Matthes.
Bei den Europameisterschaften 1966 in Utrecht gewann über 200 Meter Rücken Juri Gromak aus der Sowjetunion mit fast drei Sekunden Vorsprung vor dem Spanier Jaime Monzó. Eine Sekunde hinter dem Spanier schlug Rother als Dritter an, Roland Kunze wurde Sechster.
1968 bei den Olympischen Spielen in Mexiko-Stadt wurden erstmals zwei Rückenstrecken ausgetragen, bei den Männern gewann Roland Matthes beide Wettbewerbe. Joachim Rother trat nur über 200 Meter Rücken an und belegte den siebten Platz.
Nach seiner Aktivenlaufbahn arbeitete Joachim Rother als Trainer beim SC Karl-Marx-Stadt. Er betreute unter anderem Ines Diers, Heike Friedrich und Ute Geweniger.